# بیالافوس
بیالافوس (نام علمی: Bialaphos) با فرمول شیمیایی C۱۱H۲۲N۳O۶P یک ترکیب شیمیایی با شناسه پاب‌کم ۵۴۶۲۳۱۴ است؛ که جرم مولی آن ۳۲۳٫۲۸ g/mol می‌باشد.